# MARCH4
MARCH4 (англ. Membrane associated ring-CH-type finger 4) – білок, який кодується однойменним геном, розташованим у людей на 2-й хромосомі. Довжина поліпептидного ланцюга білка становить 410 амінокислот, а молекулярна маса — 45 528.
| 10         |  | 20         |  | 30         |  | 40         |  | 50         |
| ---------- |  | ---------- |  | ---------- |  | ---------- |  | ---------- |
| MLMPLCGLLW |  | WWWCCCSGWY |  | CYGLCAPAPQ |  | MLRHQGLLKC |  | RCRMLFNDLK |
| VFLLRRPPQA |  | PLPMHGDPQP |  | PGLAANNTLP |  | ALGAGGWAGW |  | RGPREVVGRE |
| PPPVPPPPPL |  | PPSSVEDDWG |  | GPATEPPASL |  | LSSASSDDFC |  | KEKTEDRYSL |
| GSSLDSGMRT |  | PLCRICFQGP |  | EQGELLSPCR |  | CDGSVKCTHQ |  | PCLIKWISER |
| GCWSCELCYY |  | KYHVIAISTK |  | NPLQWQAISL |  | TVIEKVQVAA |  | AILGSLFLIA |
| SISWLIWSTF |  | SPSARWQRQD |  | LLFQICYGMY |  | GFMDVVCIGL |  | IIHEGPSVYR |
| IFKRWQAVNQ |  | QWKVLNYDKT |  | KDLEDQKAGG |  | RTNPRTSSST |  | QANIPSSEEE |
| TAGTPAPEQG |  | PAQAAGHPSG |  | PLSHHHCAYT |  | ILHILSHLRP |  | HEQRSPPGSS |
| RELVMRVTTV |  |            |  |            |  |            |  |            |

A: Аланін

C: Цистеїн

D: Аспарагінова кислота

E: Глутамінова кислота

F: Фенілаланін

G: Гліцин

H: Гістидин

I: Ізолейцин

K: Лізин

L: Лейцин

M: Метіонін

N: Аспарагін

P: Пролін

Q: Глутамін

R: Аргінін

S: Серин

T: Треонін

V: Валін

W: Триптофан

Кодований геном білок за функцією належить до трансфераз. 
Задіяний у такому біологічному процесі, як убіквітинування білків. 
Білок має сайт для зв'язування з іонами металів, іоном цинку. 
Локалізований у мембрані, апараті гольджі.